# خوسيه أبي نادر
خوسيه رافائيل أبي نادر واصف (بالإسبانية: José Rafael Abinader Wasaf)‏ ‏(2 مارس 1929 - 4 نوفمبر 2018) سياسي ومحامي وكاتب من جمهورية الدومينيكان ونائب رئيس الحزب الثوري الدومينيكي. أسس جامعة Universidad Dominicana O&M، حيث كان عميدًا.
وهو مهاجر لبناني من بسكنتا، جبل لبنان، وصل إلى البلاد عام 1898، انتقلت عائلته من بلدة تامبوريل إلى قرية جروبيتو (الواقعة على مشارف سانتياغو دي لوس كاباليروس)، عندما كان في الحادية عشرة من عمره، درس القانون وحصل على الدكتوراه. تزوج روزا كورونا كابا، وأنجب 3 أولاد، من بينهم رجل الأعمال والسياسي لويس أبي نادر.
كان أبي نادير عضوًا في اللجنة التنفيذية الوطنية للحزب الثوري الدومينيكي ابتداءً من عام 1963.
أسس حزب التحالف الاجتماعي الدومينيكي (ASD؛ الآن الحزب الثوري الحديث أو PRM). في عام 1998، انتخب عضوًا في مجلس الشيوخ عن مقاطعة سانتياغو في تحالف مع الحزب الثوري الدومينيكي.
كان أبي نادر المرشح الرئاسي لحزب التحالف الاجتماعي ثلاث مرات: 1982 و1990 و1996. بعد أربعة وثلاثين عامًا من الحملة الرئاسية الأولى لأبي نادر أصبح ابنه لويس أبي نادر المرشح الرئاسي لذلك الحزب (على الرغم من إعادة تسميته إلى الحزب الثوري الحديث) للانتخابات العامة لعام 2016، و2020، حيث فاز بالانتخابات العامة 2020 برئاسة جمهورية الدومينيكان.